# Перієгети
Перієгети (грец. Periegetes) — давньогрецькі письменники-мандрівники, автори перієгезів (описи суходолу) та периплів (описи узбереж).